# Saint-Pierre-de-Cernières
Saint-Pierre-de-Cernières és un municipi francès situat al departament de l'Eure i a la regió de Normandia. L'any 2007 tenia 221 habitants.

## Demografia

### Població
El 2007 la població de fet de Saint-Pierre-de-Cernières era de 221 persones. Hi havia 92 famílies de les quals 24 eren unipersonals (12 homes vivint sols i 12 dones vivint soles), 36 parelles sense fills, 28 parelles amb fills i 4 famílies monoparentals amb fills.
La població ha evolucionat segons el següent gràfic:
Habitants censats

### Habitatges
El 2007 hi havia 159 habitatges, 90 eren l'habitatge principal de la família, 66 eren segones residències i 3 estaven desocupats. 154 eren cases i 5 eren apartaments. Dels 90 habitatges principals, 68 estaven ocupats pels seus propietaris, 17 estaven llogats i ocupats pels llogaters i 5 estaven cedits a títol gratuït; 1 tenia una cambra, 3 en tenien dues, 26 en tenien tres, 26 en tenien quatre i 35 en tenien cinc o més. 60 habitatges disposaven pel capbaix d'una plaça de pàrquing. A 45 habitatges hi havia un automòbil i a 38 n'hi havia dos o més.

### Piràmide de població
La piràmide de població per edats i sexe el 2009 era:
| Homes | Edats   | Dones |
| ----- | ------- | ----- |
| 0     | 95 o +  | 0     |
| 0     | 90 a 94 | 0     |
| 0     | 85 a 89 | 4     |
| 0     | 80 a 84 | 0     |
| 4     | 75 a 79 | 0     |
| 4     | 70 a 74 | 12    |
| 12    | 65 a 69 | 8     |
| 4     | 60 a 64 | 12    |
| 0     | 55 a 59 | 4     |
| 12    | 50 a 54 | 4     |
| 8     | 45 a 49 | 4     |
| 8     | 40 a 44 | 8     |
| 8     | 35 a 39 | 8     |
| 12    | 30 a 34 | 12    |
| 0     | 25 a 29 | 4     |
| 0     | 20 a 24 | 12    |
| 20    | 15 a 19 | 8     |
| 8     | 10 a 14 | 8     |
| 0     | 5 a 9   | 8     |
| 4     | 0 a 4   | 4     |

## Economia
El 2007 la població en edat de treballar era de 130 persones, 99 eren actives i 31 eren inactives. De les 99 persones actives 90 estaven ocupades (52 homes i 38 dones) i 9 estaven aturades (3 homes i 6 dones). De les 31 persones inactives 15 estaven jubilades, 5 estaven estudiant i 11 estaven classificades com a «altres inactius».

### Ingressos
El 2009 a Saint-Pierre-de-Cernières hi havia 93 unitats fiscals que integraven 208,5 persones, la mediana anual d'ingressos fiscals per persona era de 16.144 €.

### Activitats econòmiques
Dels 6 establiments que hi havia el 2007, 1 era d'una empresa extractiva, 1 d'una empresa alimentària, 1 d'una empresa de construcció, 1 d'una empresa financera, 1 d'una empresa de serveis i 1 d'una empresa classificada com a «altres activitats de serveis».
L'únic servei als particulars que hi havia el 2009 era una lampisteria.
L'any 2000 a Saint-Pierre-de-Cernières hi havia 16 explotacions agrícoles que ocupaven un total de 909 hectàrees.

## Poblacions més properes
El següent diagrama mostra les poblacions més properes.